# Dvořák (kráter)
Dvořák je impaktní kráter na planetě Merkur. Jeho souřadnice činí 9,4° jižní šířky a 12,0° západní délky. Má průměr 82 kilometrů a je od roku 1976 pojmenovaný Mezinárodní astronomickou unií po českém hudebním skladateli Antonínu Dvořákovi. Ve středu jeho plochého dna se nachází centrální pahorek. Na jižní a východní straně vnitřního okrajového valu se nachází malé krátery.